# E105 (trasa europejska)
E105 – trasa europejska bezpośrednia północ-południe, biegnąca z Kirkenes w Norwegii przez Murmańsk, Petersburg i Moskwę w Rosji oraz Charków, Dnipro do Jałty na Krymie. Długość trasy to 3770 km, w tym: Norwegia 15 km, Rosja 2970 km, Ukraina 780 km.

## Stary system numeracji
Do 1983 roku obowiązywał poprzedni system numeracji, według którego oznaczenie E105 wprowadzone w 1968 r. dotyczyło trasy: Londyn — Swansea — Fishguard. 

### Drogi w ciągu dawnej E105
Lista dróg opracowana na podstawie materiału źródłowego
| Wielka Brytania | - autostrada M4: London – Reading – Swindon – Bristol – Newport – Cardiff - droga nr 48: Cardiff – Port Talbot - autostrada M4: Port Talbot – Swansea - droga nr 48: Swansea – Carmarthen - droga nr 40: Carmarthen – Fishguard |

## Galeria

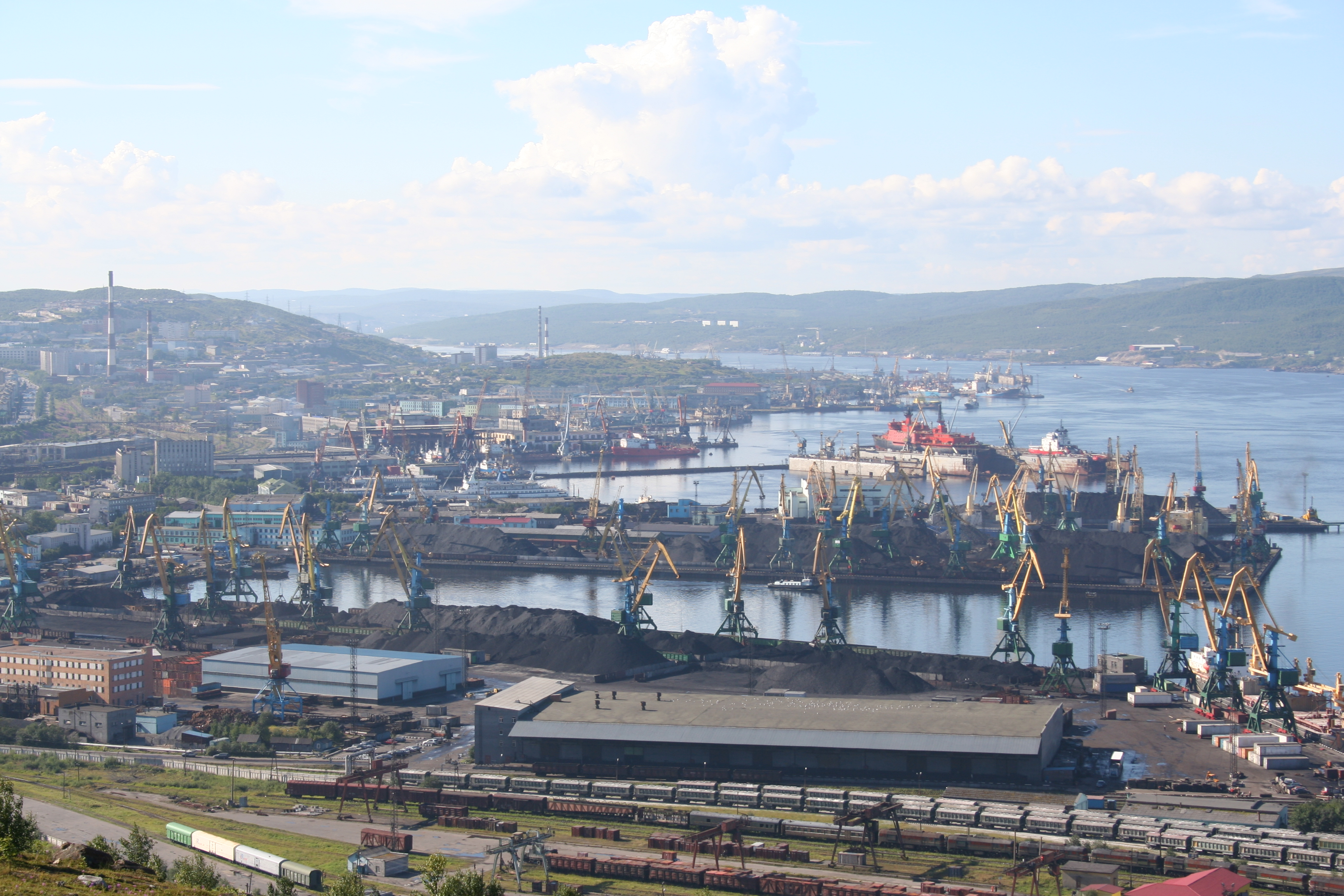
Port w Murmańsku
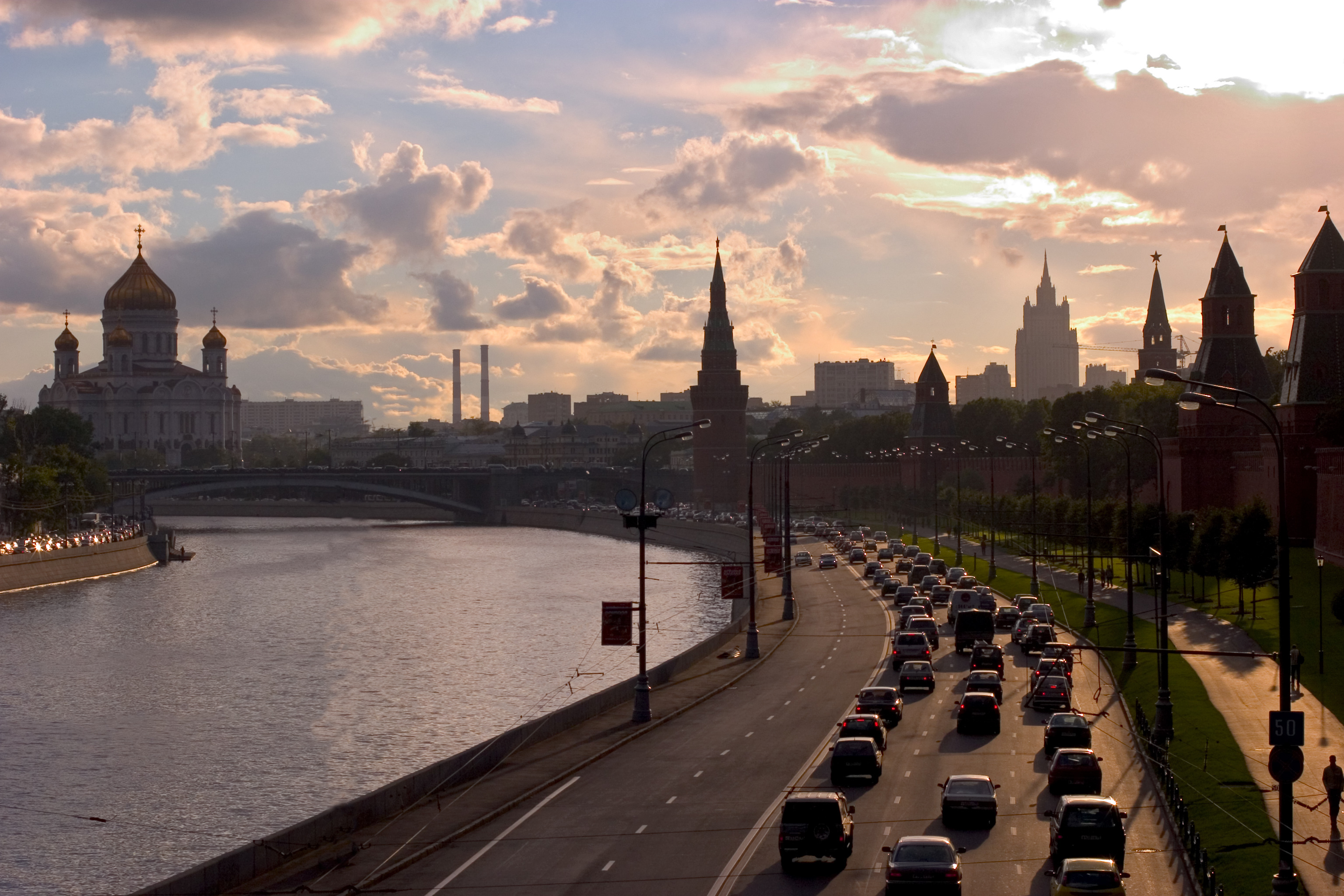
Moskwa